# Penungulats
Els penungulats (Paenungulata, gr. 'gairebé ungulats') són un clade de mamífers placentaris que agrupen als ordres actuals proboscidis (elefants), sirenis (manatís) i hiracoïdeus (damans). Per a McKenna & Bell (1997) els penungulats inclouen també l'ordre dels perissodàctils (cavalls, tapirs i rinoceronts).
Recents estudis moleculars han modificat les idees que es tenien sobre l'evolució dels mamífers. Els penungulats ja no es consideren tan estretament emparentats amb els perissodàctils, artiodàctils i cetacis, el que implica que les peülles evolucionaren independentment almenys en dos llinatges de mamífers. En general, el conjunt dels penungulats conserva caràcters anatòmics i fisiològics comuns.